# Kassa bombázása
A kassai bombatámadás az akkor Magyarországhoz tartozó Kassát ért, máig nem tisztázott légitámadás volt 1941. június 26-án, amely jelentős károkat okozott mind emberéletben, mind a város épületeiben. Az esemény szolgáltatott okot Magyarország Szovjetunióval szembeni hadbalépésére.
Az incidensről értesülve Horthy Miklós kormányzó, Bárdossy László magyar miniszterelnök és egyes németbarátnak ismert politikusok rábeszélésének hatására még aznap, alaposabb vizsgálat nélkül bejelentette a hadiállapot beálltát a Szovjetunióval, amelyet az országgyűlésben Bárdossy június 27-én tett meg. Horthy Miklós még másnap levelet írt Hitlernek, amiből kitűnik, hogy a döntést ő hozta meg a kormány és az országgyűlés hozzájárulásával. Ezzel a magyar csapatok a Harmadik Birodalom oldalán, a Barbarossa hadművelet keretében bekapcsolódtak a második világháborúba, a Kárpát-csoport pedig 28-án megindította támadását a szovjet területek ellen.
A kassai bombázás a modern kori történelem egyik jelentős rejtélye, mivel a támadó repülőgépek típusát és hovatartozását mind a mai napig nem sikerült kétséget kizáróan megállapítani. A lehetséges felelősökkel kapcsolatban azonban az eset óta számos, többé-kevésbé megalapozott elmélet látott napvilágot (lásd lejjebb).

## Események
A bombázás idején aktív volt a légi forgalom Magyarország felett, a megfigyelők német, román, szovjet és ismeretlen gépeket jelentettek, amelyek közül több berepült a magyar légtérbe, míg mások a határról visszafordultak. A támadás után több más szovjet gépet is jelentettek a magyar légtérben, közülük hármat 29-én Csapnál le is lőttek. A bombázás napján, 12.10-kor Rahónál repülőgépről géppuskatámadás ért egy gyorsvonatot. A támadás eltérő források szerint egy, két vagy három embert ölt meg, három súlyos és hat könnyebb sebesülést okozott. A gépeket ekkor a jól látható felségjelek alapján szovjetként azonosították.
13 órakor a Heringes község szélén települt magyar légvédelmi figyelőpont észlelt egy három nagyméretű, gyors kétmotoros bombázógépből álló köteléket, de típusukat kézi távcsövön át nem tudták felismerni – a gépeken csak a magyarokéhoz hasonló sárga festésű szárny- és törzsjelzéseket figyeltek meg. Az esetről riasztást sem tudtak leadni, mivel tábori telefonvonaluk esőzés miatt beázott, elnémult. A bombázókötelék kis magasságban egyenesen átrepült Kassa városa felett, és 13.08-kor teljes bombaterhét ledobva, éles bal fordulóval távozott. A várost védő gépágyúk a támadás teljes váratlansága miatt csak néhány lövést tudtak leadni, a gépeken találatot nem figyeltek meg, az egyik bombázó azonban – feltehetően műszaki probléma miatt – rendszertelenül szórta le terhét, az egyik bomba egy szomszédos falu (Enyicke) szélén csapódott be.
Kassára összesen 29 db (+1 Enyickére) légibomba hullott, amelyek a 100 kg-os méretkategóriába tartoztak. Találat érte többek között a Postapalotát, a tüzérlaktanyát és néhány környékbeli házat. A támadás a városban 32 halottat követelt, az áldozatok között 6 postás és 9 katona is volt, a súlyos sebesültek számát 60 főre, a könnyebbekét 220 főre teszik a források, pengőmilliós anyagi kár keletkezett. A 30 db légibomba közül kettő nem robbant fel. Mindkettő szovjet típusú, 105 kg-os, légcsavar biztosítású, pillanatgyújtós rombolóbomba volt. A légvédelmi parancsnokság 13.45-kor jelentette a bombázást a vezérkarnak. Annak hírnaplójába dátum nélküli kiegészítésként került be, hogy „utólag beérkezett jelentés szerint a támadó gépek sárgára festett orosz gépek voltak.”
A Kárpátok felett két magyar vadászrepülőgép megkísérelte elfogni a távozó köteléket, azonban a bombázók ekkor felgyorsítottak és a felhőrétegbe emelkedtek, ahová a lassú, kétfedelű, nyitott kabinos Fiat CR-42 típusú magyar vadászgépek nem tudták követni őket. A legkisebb megközelítési távolság mintegy 1000 méter volt, a bombázók típusát ekkor sem sikerült azonosítani. A magyar légvédelem ezután több alkalommal nyitott tüzet az üldözésre rendelt vadászgépekre, azok sárga jelzései miatt. A szemtanúk sem tudták pontosan azonosítani a támadókat, csupán azok sárga jelzéseit. Csirke Jenő főhadnagy szerint német Ju 52-esekre hasonlítottak, Krudy Ádám százados pedig olasz Savoia nehézbombázókhoz hasonló gépeket vélt látni bennük.

### Áldozatok
A támadásban elesett katonák:
- Borisz Sándor honvéd (1916, Perény) 21. gyalogezred I. zászlóalj
- Balázsi Mózes honvéd (1918, Bótrágy) VIII. légvédelmi tüzér osztály
- Csatlós István honvéd (1904, Perbenyik) VIII. légvédelmi tüzér osztály
- Gömöri Sándor honvéd (1919, Eger) VIII. légvédelmi tüzér osztály
- Marton Lajos tartalékos hadnagy (1907, Albertirsa) VIII. híradó zászlóalj
- Németh Bertalan honvéd (1903, Bély) VIII. légvédelmi tüzér osztály
- Pócsi József továbbszolgáló szakaszvezető (1914, Sajóörös) 21. gyalogezred
- Tengely Ferenc címzetes őrvezető (1917, Arló) 21. gyalogezred I. zászlóalj
- Vígh Pál[6] tartalékos hadnagy (1911, Budapest) VIII. híradó zászlóalj

Pócsi Józsefet, Tengely Ferencet és Borisz Sándort posztumusz Magyar Nagy Ezüst Vitézségi Éremmel tüntették ki.
A támadás során elhunyt postások:
- Hlub Istvánné, a kassai 1. postahivatal házmesterének neje
- Matzon Lajos I. osztályú postatiszt
- Reményi István II. osztályú vonalmester
- Takács Ferenc II. osztályú postaaltiszt
- Vigh Pál II. osztályú postatiszt
- Zsigmond László postafőtiszt, építési osztályvezető (Július 5-én halt bele a bombázáskor elszenvedett sérüléseibe.)

Polgári áldozatok:
- Gavron József cipésztanuló
- Dzedzina Mária tanuló
- Jozefovics Mór
- Ficseri Sándor
- Grossmann Zsigmond
- Lesch Béla
- Lipták Ferencné
- Puskás Ferenc
- Singer Miksa
- Seemann Elek nyugalmazott főerdész
- Szauber Józsefné
- Tomkó Anna

## Lehetséges magyarázatok

### Szándékos szovjet provokáció
A hadüzenet utólag közzétett indoklásában a Bárdossy-kormány tényként állította, hogy a támadást szovjet gépek hajtották végre. Ennek bizonyítékaként bemutatták azt a két, fel nem robbant, 105 kg tömegű szovjet légibombát, amelyeket a bombázás után a helyszínen találtak a tűzszerészek.
A szándékos szovjet támadás elméletével kapcsolatban 1945 óta számos kétség merült fel. A szovjet gyártmányú légibombák a harmincas évek végén elterjedtnek számítottak Európában, mind a csehszlovák, mind a román légierő rendelkezett ilyenekkel, illetve a spanyol polgárháborúban a köztársasági oldal részére a Szovjetunió jelentős mennyiségben szállított légi fegyverzetet – amelyet Francisco Franco tábornok erőinek győzelme után zsákmányanyagként értékesítettek. A támadást tehát más országból érkezett, de szovjet fegyverzettel feltöltött gépek is végrehajthatták. Ennek ugyan ellentmond az, hogy a bombák a bombavetőt is meghatározzák, provokatív bombázás esetén a gép jelentős átépítése lett volna szükséges.
Szovjet provokációt feltételezve, az indíték sem tisztázott. A Szovjetunió a harmincas évek végétől enyhülési politikát folytatott a Magyar Királyság irányában, hogy a németekhez való túlzott közeledést megakadályozza. Bebörtönzött kommunista vezetők (köztük Rákosi Mátyás) moszkvai emigrációba kiengedéséért cserébe, 1940-ben sor került a cári orosz seregek által zsákmányolt mintegy negyven darab 1848-as honvédzászló visszaadására, amelyet a Horthy-rendszer jelentős gesztusként értékelt.
A Szovjetunió elleni német támadás másnapján (június 23-án, a kassai bombázás előtt 3 nappal) Molotov szovjet külügyi népbiztos tájékoztatta a fejleményekről a moszkvai magyar követet és közölte vele, hogy: „a szovjet kormánynak, mint azt már több ízben kijelentette, nincs követelése vagy támadó szándéka Magyarországgal szemben”. Az erről szóló tájékoztatás Horthy szerint Bárdossynál elakadt, és nem jutott el hozzá, habár Bárdossy a népbíróság előtti, saját állítása szerint tájékoztatta róla a kormányzót. A német villámháborús stratégiával meglepett Szovjetuniónak az 1941. június 26-ára már teljes egészében kialakult súlyos hadihelyzetben nyilvánvalóan nem volt érdeke, hogy egy további – mégoly csekély katonai erőt képviselő – országgal is hadban álljon. Kivéve persze, ha a Szovjetunió is eleve támadóháborúra lett volna felkészülve, és területi igényeinek érvényesítésében ellenére lett volna, ha Magyarország ismét (mint Lengyelország esetében) semleges marad.
A szovjet provokáció elméletét gyengíti az arra adott szovjet reakció, ugyanis a moszkvai Tájékoztató Iroda által június 27-én közzétett kommüniké tagadta, hogy szovjet gépek hajtották volna végre a támadást. Aznap délben ugyanezt mondta Saronov szovjet budapesti nagykövet is, aki még nem hagyta el az országot a diplomáciai kapcsolatok megszakítása után.
Kun Miklós szerint a kassai bombatámadást szándékosan, az NKVD utasítására hajtották végre. A szovjet elméletet támogató hadtörténészek többsége azonban jelenleg a támadást téves célazonosításnak (véletlen bombázásnak) tulajdonítja.

### Szovjet bombázás tévedésből
Fennáll a lehetősége, hogy a bombázást téves célpontot támadó szovjet gépek hajtották végre. A Kassától 30 kilométerrel északra, az akkor a német hadsereg által ellenőrzött szlovák területen található Eperjes városa a levegőből mind fekvése, mind körvonalai alapján meglehetősen hasonlít Kassára, ráadásul a támadás idején a városban működött a Wehrmacht egyik fontos híradós központja, amely számos géptávíró vonalat és egy nagy teljesítményű katonai rádióadót kezelt. A bombázás alatt súlyos károkat szenvedett kassai postapalota épületén (összesen 5 db bomba találta el) ráadásul egy nagyméretű rádióantenna volt, amelyről szintén könnyen hihették a szovjet pilóták, hogy a németek rádiója.
Feltételezhető, hogy a szovjet légierő tervezte ennek a fontos német információs csomópontnak a megsemmisítését, azonban a ledobott bombamennyiség hordozására képes szovjet Il–4 bombázógépek legközelebbi lehetséges támaszpontja is mintegy 1000 kilométerre volt a Felvidéktől. Ilyen repülési távolságon háborús körülmények között akár 50 kilométeres navigációs hiba is előfordulhat, az USAF Liberatorai például 1943 és 1945 között több alkalommal is bombázták tévedésből a semleges Svájcot. Ezen elmélet egyik gyengesége azonban az, hogy a gépek felségjelzése miért nem volt látható. Amennyiben a szovjetek hajtották végre a támadást – akár szándékosan, akár tévedésből –, nem lett volna szükséges a felfestéseket eltüntetni.
Egyes szakértők a három közepes bombázóval végrehajtott támadást is a szovjet elmélet bizonyítékának tekintik, mivel az orosz légierő csak az 1943-as kubáni légicsaták után tért át a világszerte megszokott, két géppárból álló raj alakzatra, korábban a háromgépes trojka formációt repülték.

### Román bombatámadás
A román támadás elmélete az 1980-as években merült fel, amikor megromlott a viszony Ceaușescu rezsimjével. A román támadás elméletét támogató repüléstörténészek indítékként Bukarest hátbatámadástól való félelmét vetik fel. A román csapatok a németek oldalán harcolva az első naptól kezdve nagy erőkkel vettek részt a Szovjetunió elleni támadásban, mivel céljuk a besszarábiai területek visszafoglalása volt. A román csapatok távolléte felvetette annak a lehetőségét, hogy a Szovjetunió elleni hadjáratban akkor nem érintett Magyarország a második bécsi döntésen túllépve, katonai erővel foglalja el Dél-Erdélyt. Ennek megakadályozására alkalmas lehetett egy olyan provokatív támadás, amely a Szovjetunió elleni hadba lépésre kényszerítette a Magyar Királyságot.
Elsősorban a támadó repülőgépeket megfigyelő szemtanúk beszámolóira támaszkodik. A román légierő rendelkezett egy igen ritka, kevéssé ismert, azonban a formai leírásoknak megfelelő bombázótípussal, amellyel a támadást kivitelezhették. A hárommotoros olasz Savoia-Marchetti SM.79 Sparviero („Karvaly”) nehéz torpedóvető sikeres, elterjedt repülőgéptípusnak számított, azonban a Román Királyi Légierő részére épített megerősített, két csillagmotoros, üvegezett orrú nehézbombázó változatából mindössze 12 db készült.
Harci terhelése és nagy sebessége alapján ez a típusváltozat képes lehetett a Kassán tapasztalt pusztításnak megfelelő bombamennyiség célba juttatására és az üldöző vadászrepülőgépek elöli elmenekülésre, a szemtanúk által említett sárga alakzatok vagy törzsre festett csíkok pedig megfeleltethetők az akkori, sárga vaskeresztet formázó román felségjelzésének. (Említést érdemel azonban, hogy a szemtanúk egyike sem látta a támadó gépeket egy kilométernél közelebbről).
Azonban az elmélet ellen szól az, hogy Romániának nem állt érdekében a magyarok katonai részvétele a kezdetben gyors sikereket ígérő Szovjetunió elleni hadjáratban, mivel ha csak Románia küld katonákat, akkor az felhasználható lett volna érvként Erdély megszerzésére Európa határainak „újraszabásakor”, a feltételezett német győzelem után.

### Német bombatámadás
Egyike annak a két elméletnek, amelyet az állampárti rendszer 40 éve alatt kutatni lehetett. A felvetés szerint Hitler rendelte el a provokatív bombázást, azért, hogy Magyarországot is bevonja a keleti hadjáratba. A maga idején még erősítette ezen feltevést Bárdossy álláspontja, aki szerint, ha a gépek németek voltak, az még inkább a háborúba való belépés mellett szól, mert nyilvánvalóvá teszi, hogy ez a németek kívánsága. Később maga Horthy is olyan belátásra jutott, hogy a dologban a németek keze van, sőt úgy vélte, hogy Werth Henrik nemcsak tudott az egészről, hanem segítette is.
Az elmélet legfőbb alapja Krudy Ádám százados 1945 utáni elbeszélései, aki egyértelműen németként azonosította a gépeket, ám a történetet minden egyes alkalommal másként adta közre. Ez a változat főleg az 1960-as, 1970-es években volt népszerű a kutatók között, akik Krudy története alapján érveltek a német támadás mellett. Gyengíti azonban az elméletet az a tény, hogy Krudy írásbeli jelentése a mai napig nem került elő.
A támadó repülőgépeket azonban a szemtanúk többsége (köztük képzett pilóták és légvédelmi tüzérek) nem tudta azonosítani, ami kizárja a német típusok alkalmazását. A magyar légierő kiképző akadémiája 1938 óta Kassán működött, a város repülőterén a német légierő géptípusai megszokott vendégnek számítottak, így azok hangját, sziluettjét nemcsak a katonák, hanem a helyi civil lakosság is jól ismerte.
Egyes felvetések szerint a támadást a németek az 1939-es lengyel hadjáratban zsákmányolt PZL.37 Łoś típusú bombázógépek korai és ritka, egyvezérsíkos változatával hajtották végre – ezek azonban gyenge motorjaik miatt valószínűleg nem lehettek képesek olyan mennyiségű bombaterhet szállítani, amennyit a Kassát ért károkról készült felmérések alapján a szakértők feltételeznek.
A német elmélet másik fő hiányosságát az indíték gyengesége jelenti. A Barbarossa hadművelet negyedik-ötödik napján a németeknek még nem volt szükségük a magyar hadbalépésre, mivel saját gépesített csapataik minimális ellenállás mellett, nagy tempóban nyomultak a Szovjetunió belseje felé. Ezen kívül a németek politikai nyomással is hamar el tudták volna érni azt, hogy a megosztott magyar vezetés a hadjárathoz való csatlakozás mellett döntsön. Továbbá Hitler és tábornokai már a hadművelet tervezésétől fogva csak finn és román csapatokkal számoltak (mivel ezek a szárnyakon feküdtek), Magyarországéval nem, a hiányos felszerelés és a további revíziós igények miatt, valamint, mert Hitler bizalmatlan volt a magyar vezetéssel szemben.
A magyar honvédek, jó motiváltságuk és harckészségük dacára akkoriban igen gyengén voltak felszerelve, elsősorban a harckocsik és szállító gépjárművek hiányoztak – a gyors hadrafoghatóságú magyar alakulatok is csak kerékpárral voltak ellátva, amellyel képtelenek lettek volna követni a német támadás ütemét. Valamint Adolf Heusinger tábornok, a hadműveleti osztály vezetője megállapítása szerint a gyenge altiszti kar miatt a kieső tiszteket nehéz lett volna pótolni. Ekkoriban Hitlernek még megszálló, rendfenntartó alakulatokra sem volt szüksége, mivel a szovjet partizánmozgalom csak a Wehrmacht moszkvai vereségét követően, 1942-től vált szervezetté.

### Magyar önbombázás
A másik, az állam-szocialista rendszerben emlegetett elmélet a kassai bombatámadásról, miszerint a Horthy-rendszer ukrajnai területhódítások reményében önbombázással kívánta önmagát belevonni a keleti hadjáratba, napjainkban már kevés támogatást élvez. A magyar légierő két közepes méretű bombázótípusa közül ugyanis a régebbi Junkers Ju 86 sem sebessége, sem teherbíró képessége alapján nem lehetett alkalmas a támadásra, a nagyobbik, olasz gyártmányú Caproni Ca.135 viszont jól ismert repülőgépnek számított és jellegzetes formája miatt a civilek is felismerték volna.
A másik kifogás a támadás rossz helyszínválasztását érinti. A magyar katonai repülés a trianoni tiltások miatt mindössze 1936 óta működhetett nyíltan, ezért a légierő még 1941-ben is komoly pilótahiánnyal küzdött. Mivel a repülőakadémia bázisa és laktanyája is Kassán volt, a város elleni provokatív bombatámadásba becsúszó legkisebb hiba megtizedelhette volna a légierő utánpótlását és oktatói állományát, ezért a kassai célpont kiválasztása önbombázás esetén teljesen értelmetlennek tekinthető.

### Cseh vagy jugoszláv támadás
Egyes kevéssé hihető feltevések szerint a német megszállás alatt állt két ország valamelyikének bábkormánya rendelte el a kassai támadást, azért, hogy a Felvidék, illetve a Délvidék visszafoglalását megtorolja Magyarországon. Tekintettel a Jugoszlávia rendelkezésre álló brit Bristol Blenheim típus és a cseheknél szolgáló, szovjet licenc alapján gyártott Avia B–71 (SZB–2) bombázógépek csekély teherbíró képességére, egy háromgépes kötelék nem lett volna képes a Kassán tapasztalt bombamennyiséget célba juttatni, ezért ezek az elméletek alaptalannak tekinthetők.
A britek által végrehajtott bombázás lehetőségét a hatalmas repülési távolság (Angliából oda-vissza közel 4000 km) miatt egyértelműen kizárhatjuk.

### Következtetés
A fentiek alapján a legvalószínűbbnek a Szovjetunió által tévedésből elkövetett bombázás látszik. Azonban egyik elmélet támogatói sem tudtak még megdönthetetlen, egyértelmű bizonyítékkal szolgálni bármelyik változat mellett.